# Paraguay ai Giochi della XX Olimpiade
Il Paraguay partecipò ai Giochi della XX Olimpiade che si sono svolti a Monaco di Baviera dal 26 agosto all'11 settembre 1972, con una delegazione di tre atleti impegnati due discipline: atletica leggera e tiro a segno. Fu la seconda partecipazione di questo paese ai Giochi estivi. Non fu conquistata nessuna medaglia.